# 魏越
魏越（生卒年不詳），中國東漢末年武將，呂布之親信，被《後漢書》稱為「健將」。
東漢初平三年（192年），袁紹與公孫瓚爭冀州，呂布率成廉、魏越等助袁紹與公孫瓚、張燕之部將杜長開戰。當時魏越隨呂布、成廉陷鋒突陳，遂破燕軍。